# 臺中國家歌劇院
臺中國家歌劇院是位於臺灣臺中市西屯區七期重劃區裡的大型公有展演空間，為日本建築師伊東豊雄設計，佔地57,685平方公尺。歌劇院內擁有大劇院（2,007席）、中劇院（794席）、小劇場（200席）以及一個小型戶外劇場，另有餐飲空間與空中花園。

## 背景
2001年10月全案歷經波折始獲得文建會核定補助一半的興建經費，並以戲劇表演為主，依照台中市政府的意願定位為台中市政府自行辦理之地方層級文化設施。2005年的國際競圖由伊東豊雄獲得首獎。2009年12月由麗明營造主建，2015年獲得中華民國國家企業競爭力發展協會國家建築金質獎，其獨創的建築工法（曲牆建築工法和水幕防火設計）也獲得專利。歌劇院於2014年11月23日由馬英九與胡志強落成剪綵後，於2015年1月1日按照既定期程閉館，封館施作修改工程，至2016年9月30日再次啟用開幕。2018年獲得日本好設計獎Good Design Best 100。
臺中國家歌劇院是一座人與藝術共生的劇場，是表演藝術、生活休憩與吸取新知的地方。每年的核心展演以三大系列節目配合節氣展開，包括：從藝術新觀點切入、運用新媒材跨域混搭的「NTT藝想春天」，輕鬆入門全齡共賞、音樂劇盛宴的「NTT夏日放／FUN時光」，無畏而有為、從歷史軌跡走出時代觀點的「NTT遇見巨人」，與所有觀眾一起從歌劇院出發，打開藝術之窗，看見全世界。
除了大中小劇場展演外，歌劇院更自非典型劇場空間發展數位／音景藝術的主題展演，透過展演與國際交流，創造藝術經濟力，翻轉中臺灣。
歌劇院未來將以科技為鑰，開啟表演藝術新視角，為現實生活擴增無限想像的可能，並持續完成「綠色劇場」永續願景，從智能場館建置、引進國內外觀點與趨勢、推動中部藝術生態系有機發展、擴增與深化藝術與民眾日常的連結，達到藝術即日常、與世界同行。

## 歷史
1992年台灣省政府籌建「國立台中音樂藝術中心」，然而1994年遭遇精省，興建費用失去支持。1994至1999年期間台中市政府發函行政院，函請中央將此案改為台中市政府自行辦理並由中央補助新台幣42億元，然而中央沒有核定。直到2001年10月全案才獲得文建會核定補助一半的興建經費，並以戲劇表演為主，定位為台中市政府自行辦理之地方層級文化設施。
2013年5月22日，立法委員楊瓊瓔、盧秀燕及林佳龍提出《國家表演藝術中心設置條例》草案，要求北、中、南各一座國家級藝術場館，此提案隨後獲朝野立委一致支持，臺中大都會歌劇院成為國家級表演藝術中心的一員，由中央營運管理。龍應台指出，當初經建會同意撥款廿一億元補助臺中市興建歌劇院的前提，即希望完工後能由臺中市政府負責營運，因此設置條例立法過程中，情勢轉變希望轉由中央接管營運時，文化部當時曾表達反對意見，但是既然最後立法院各黨派立委都同意將臺中歌劇院納入國家表演藝術中心，龍應台完全尊重國會，表達「全心擁抱、全力促成」的支持立場。。
3月12日，臺中市議會有條件通過臺中大都會歌劇院捐贈為國有機構，但相關工程仍由台中市政府負責完成；4月7日，國家表演藝術中心正式成立。10月10日至12日，1600隻紙雕貓熊與100隻紙雕台灣黑熊於歌劇院前廣場的噴水池展出，為即將落成的歌劇院活動暖身。
2014年11月23日歌劇院落成開幕，當日下午馬英九總統出席歌劇院戶外舉行之啟用開幕典禮，晚間由明華園總團演出的《貓神》，成為歌劇院首檔表演節目。2014年12月27日，楊丞琳在此舉辦新歌演唱會，成為首位在歌劇院演出的流行音樂歌手。
第2期工程5月31日竣工、第3期工程7月15日驗收，10月再度試演。11月8日，台中國家歌劇院獲得國家建築「金質獎」，為該獎開辦15年來台中市首次得獎。2016年8月25日，臺中市政府正式捐贈文化部後「臺中國家歌劇院」全區啟用並試營運台中市長林佳龍及文化部長鄭麗君都出席。
2016年9月30日再次啟用開幕，中華民國副總統陳建仁出席啟用開幕典禮。首檔節目由呂紹嘉率領國家交響樂團與西班牙拉夫拉前衛劇團演出華格納劇作萊茵的黃金。

## 歷任藝術總監
| 任次     | 姓名     | 時間                        |
| 藝術總監 | 藝術總監 | 藝術總監                    |
| -------- | -------- | --------------------------- |
| 1        | 王文儀   | 2014年5月30日—2018年5月31日 |
| 2        | 邱瑗     | 2018年6月1日—2022年4月15日  |
| 3        | 邱瑗     | 2022年4月16日—              |

## 建築及設備

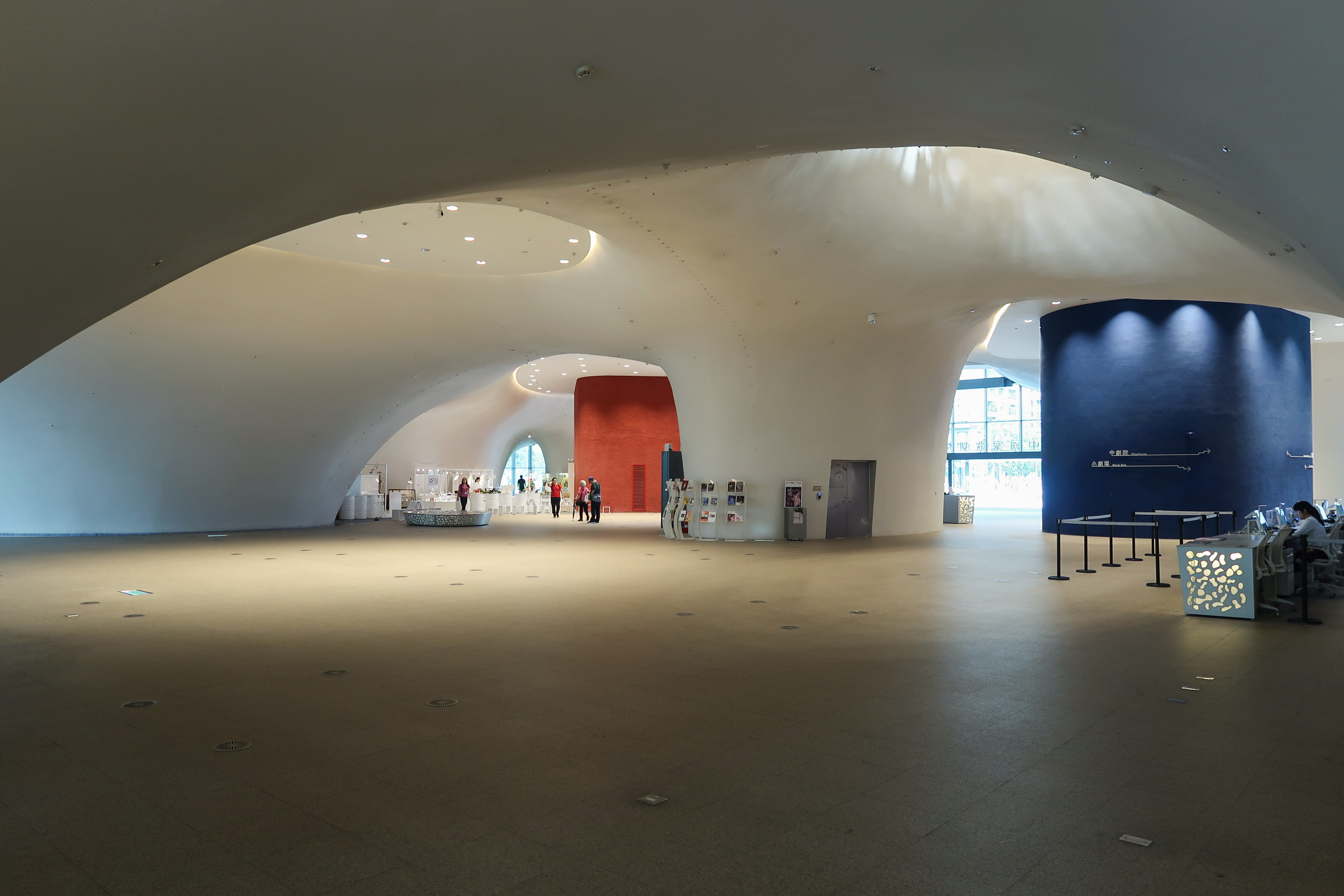
1樓大堂採用曲牆設計，而地板的出風口送出冷空氣，以維持室內恆溫

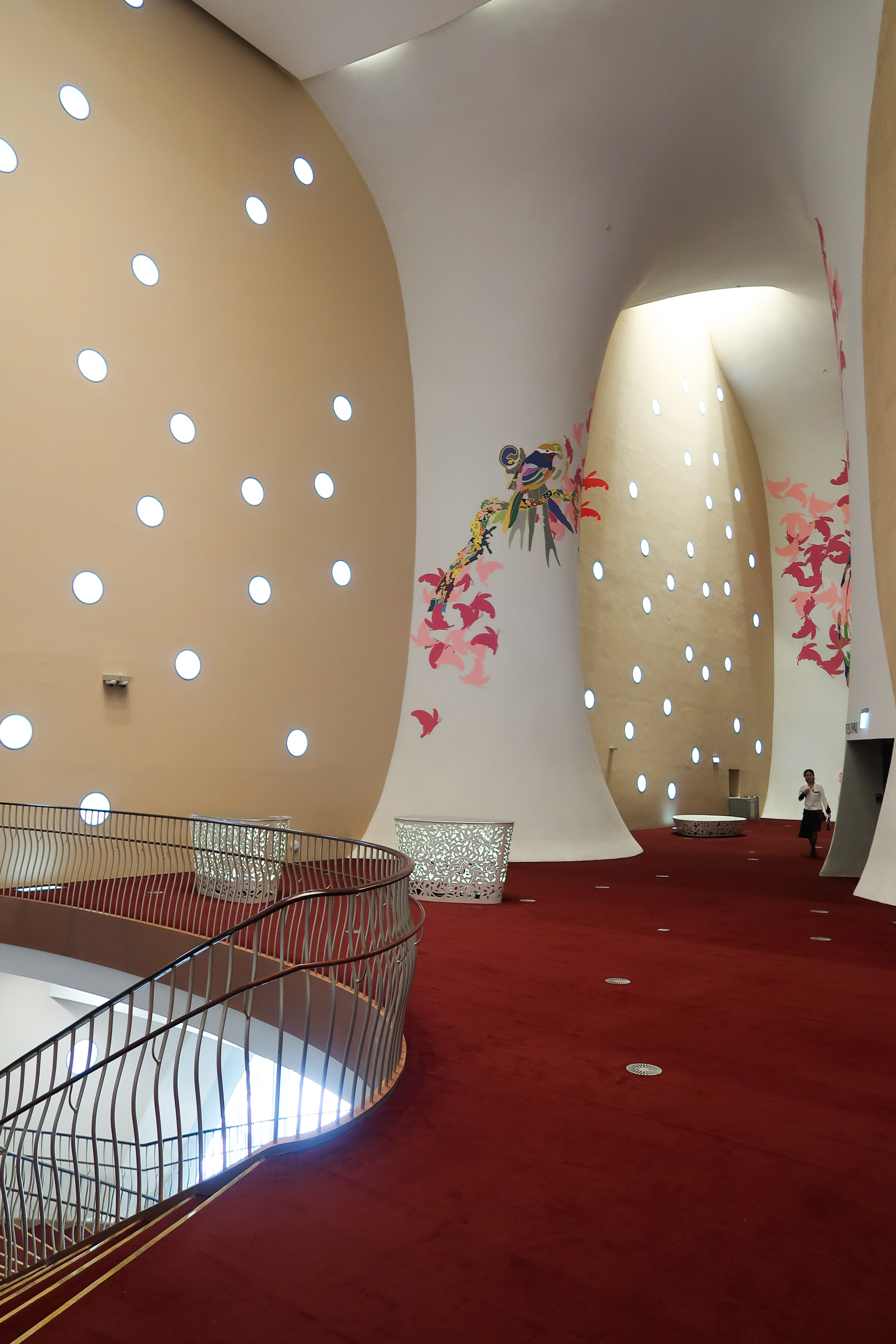
2樓大堂呼吸孔設計

基地面積5萬7020.46平方公尺；建築高度37.7公尺，地下2層、地上6層，鋼筋混凝土構造，部份為鋼構造；建築師伊東豊雄的設計，以人類最原始的「樹屋」、「洞窟」的概念設計出美聲涵洞，內部牆面均為曲面。共580面曲牆，興建難度極高。
決標後的細部設計則由日本的伊東豊雄建築事務所（Toyo Ito & Associates Architects）與台灣的大矩建築師事務所共同規劃，歌劇院工程管理則由楊炳國建築師事務所負責；施工方面土方與臨時抽排水工程由吉隆營造施工，建築主體工程則由麗明營造負責建造。
內部空間包含大劇院（總席次2007席：輪椅席13席、樂池區席次133席及樓板區固定席次1861席）、中劇院（總席次794席：輪椅席8席、樂池區席次94席及樓板區固定席次692席）及小劇場（總席次200席，包括輪椅席2席），其他建築設施有地下停車場及相關公共空間，建築周邊景觀設計亦以鳥瞰的美聲涵洞做整體規劃。
擁有全國首座雙層舞臺，可運用藏在舞臺下的升降平臺變化成主舞臺、前舞臺、樂池、觀眾席、道具搬運平臺等各種型式，其中樂池臺上觀眾席座椅收納儲藏於樂池升降平臺的下層樓板，可利用平移臺車透過樂池臺升降將座椅移動至上層樓板，變成觀眾席來使用。

### 大劇院
- 主色調是紅色，座位採美洲式設計，加上樂池區座位共2,007席（含13席輪椅席）。[23]
- 舞台：為鏡框式舞台。
- 貓道：位於2樓觀眾席上方，主要用為懸掛燈具，為技術人員的工作廊道。
- 樂池：為雙層平台，除了是樂團伴奏之區域之外，也能上升至舞台平面作為舞台延伸，或作為觀眾席設置133席座位。
- 座椅設計：由日本家具設計師藤江和子負責設計[24]，椅背呈圓弧狀，座椅表布則由日本織品設計師安東陽子設計專屬紋路。[25]

### 中劇院
- 主色調是深藍色，座位加上樂池區座位共794席（含8席輪椅席）。
- 舞台：為鏡框式舞台，舞台與觀眾席第一排為同一平面，拉近觀眾與舞台的距離。[26]
- 樂池：為雙層平台，除了是樂團伴奏區域之外，也能上升至舞台平面作為舞台延伸，或作為觀眾席設置94席座位。
- 座椅設計：由日本家具設計師藤江和子設計，座椅表布則由日本織品設計師安東陽子設計專屬紋路。

### 小劇場
俗稱「黑盒子」，位於臺中國家歌劇院地下二樓，為臺中國家歌劇院三座室內劇場之一。
劇場內為黑色基調，場地面積含舞台空間與觀眾席區為17.7公尺寬、18.2公尺深。無固定的座位數，觀眾席可因應演出型式需求而有不同的配置，單面台為200席，可延伸至三面台154席或四面台166席。主舞台後方的牆面為對開門，開啟後可與歌劇院的戶外劇場相連。

### 凸凸廳
位於歌劇院五樓，其名稱源自廳內的曲型牆面所造就貌似芭蕾舞裙（Tutu）的形狀。
面積約為464平方公尺，高度為5.8~6公尺，可容納約80人。其不規則弧形空間為非典型展演空間，可運用於各式展覽或演出，據藝術總監邱瑗表示，該廳的構造具有其特殊性，時常受到跨領域演出創作者的喜愛與挑戰。

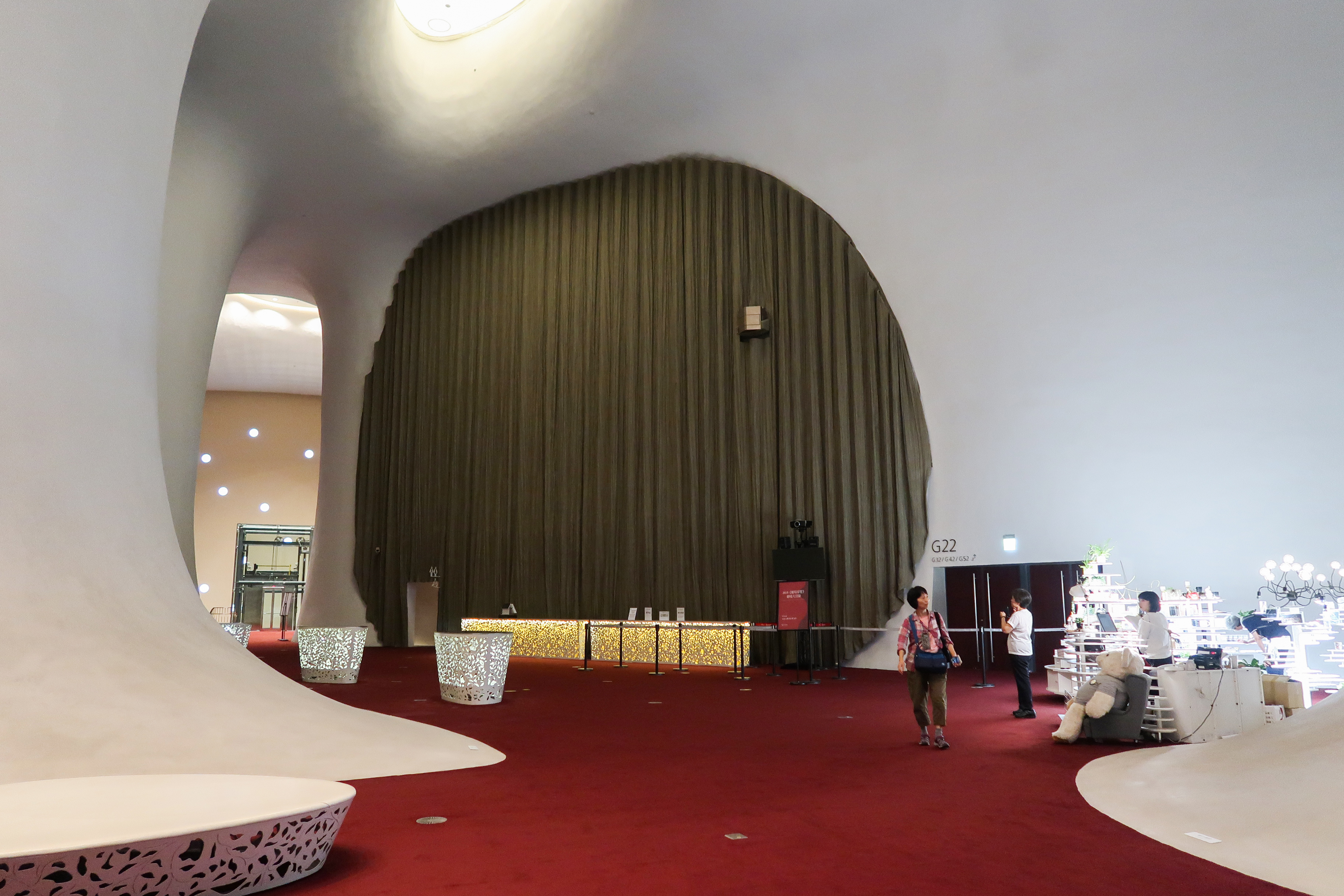
2樓大劇院入口大堂
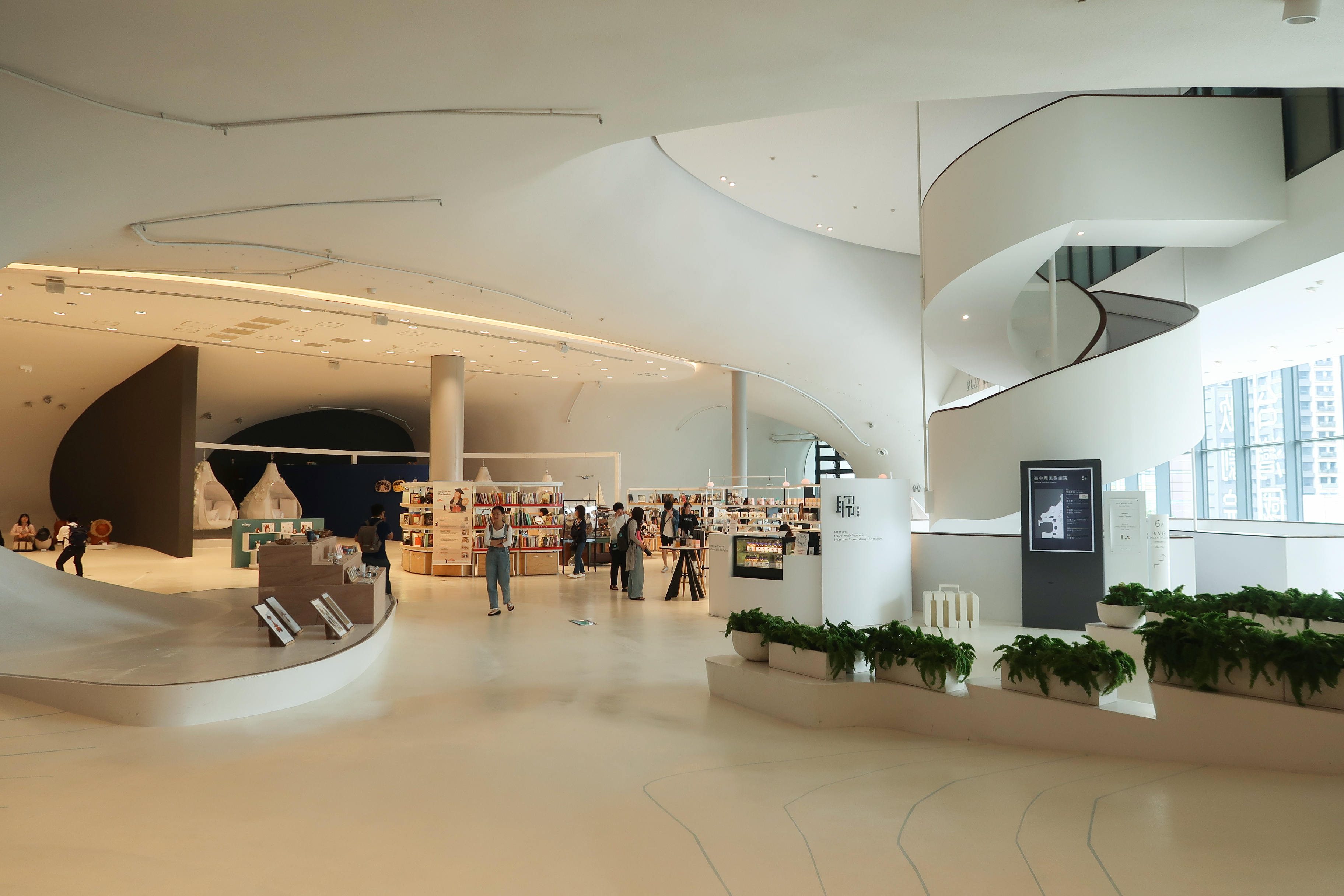
5樓大堂和商店
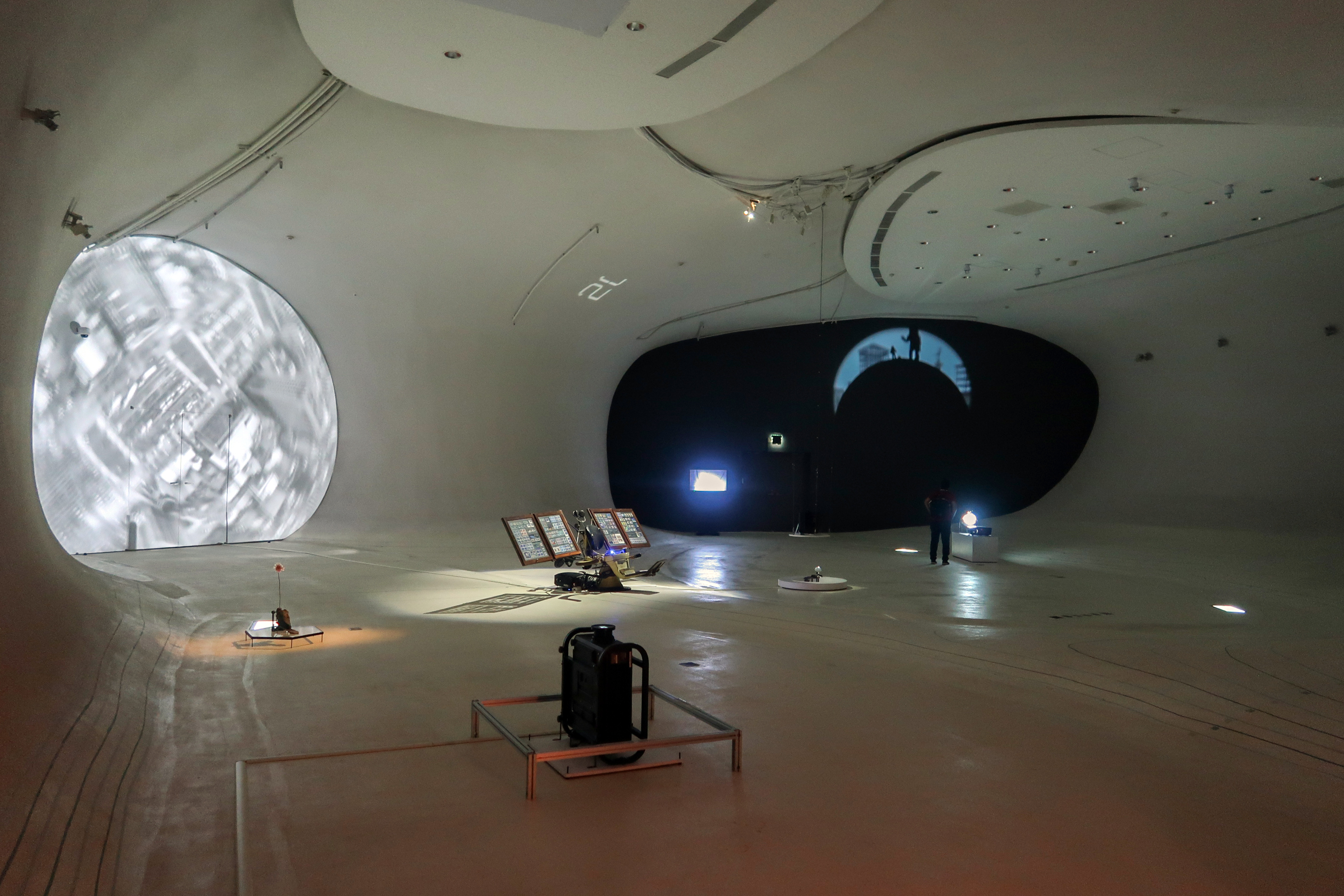
5樓凸凸廳
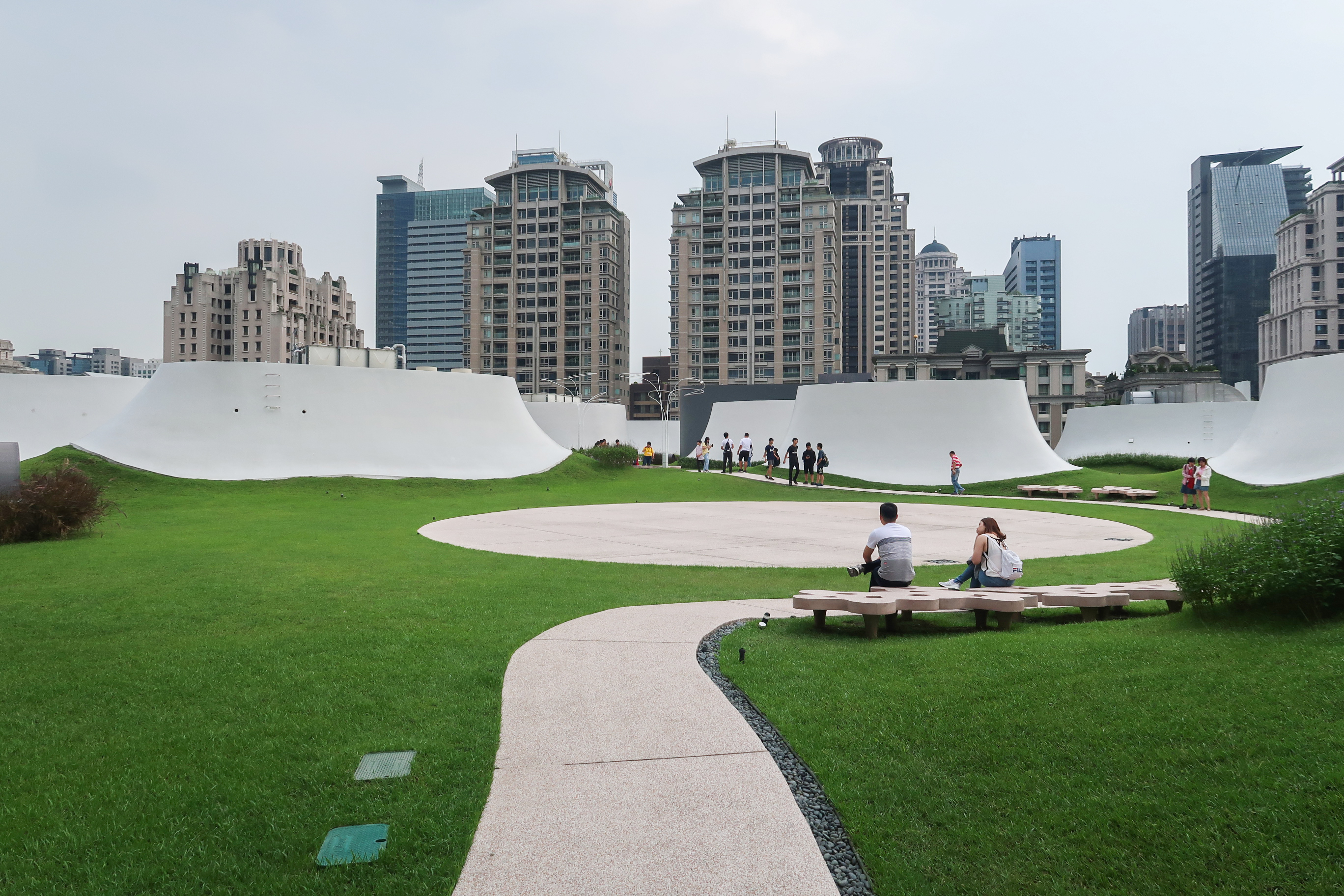
6樓空中花園
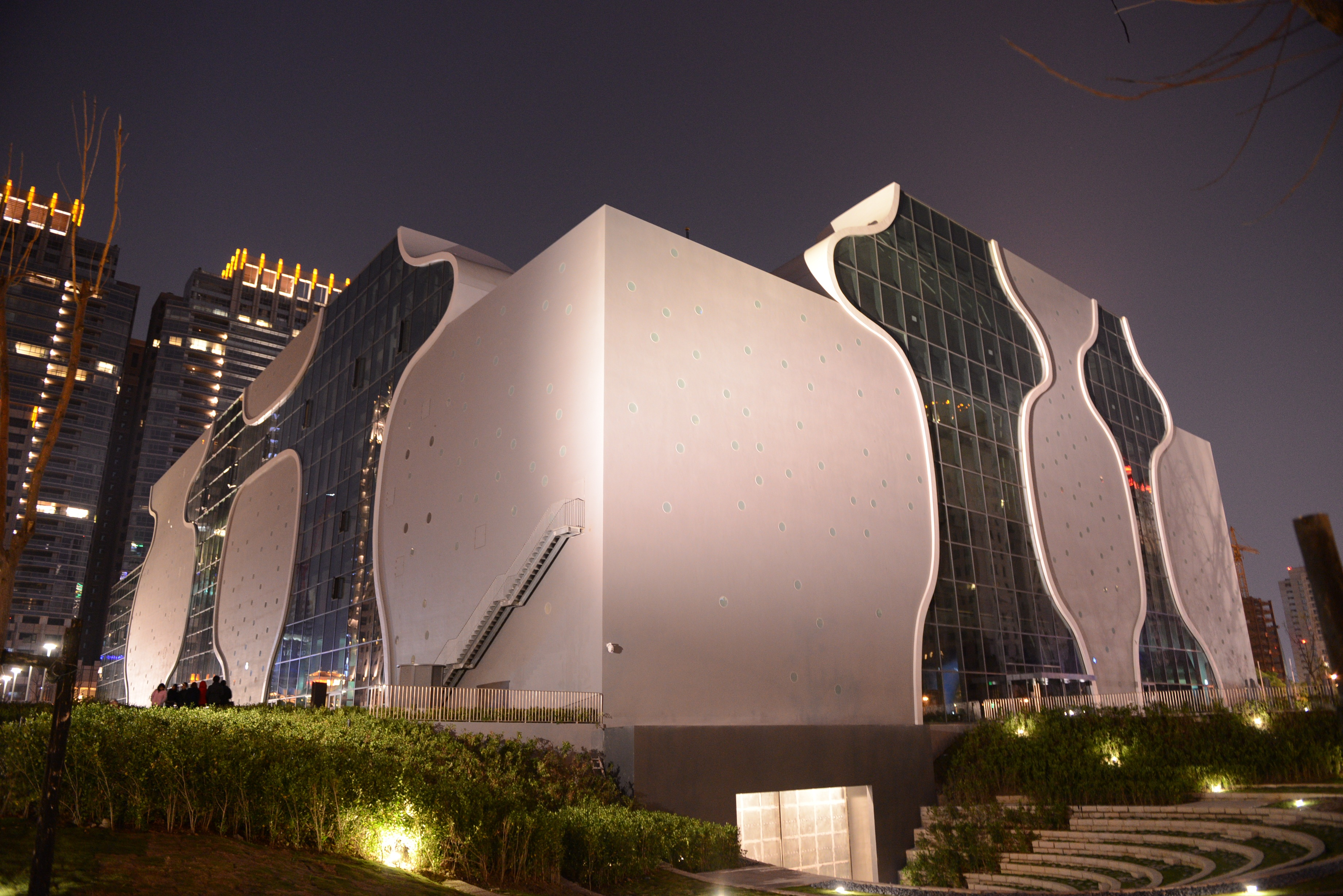
晚上的臺中國家歌劇院
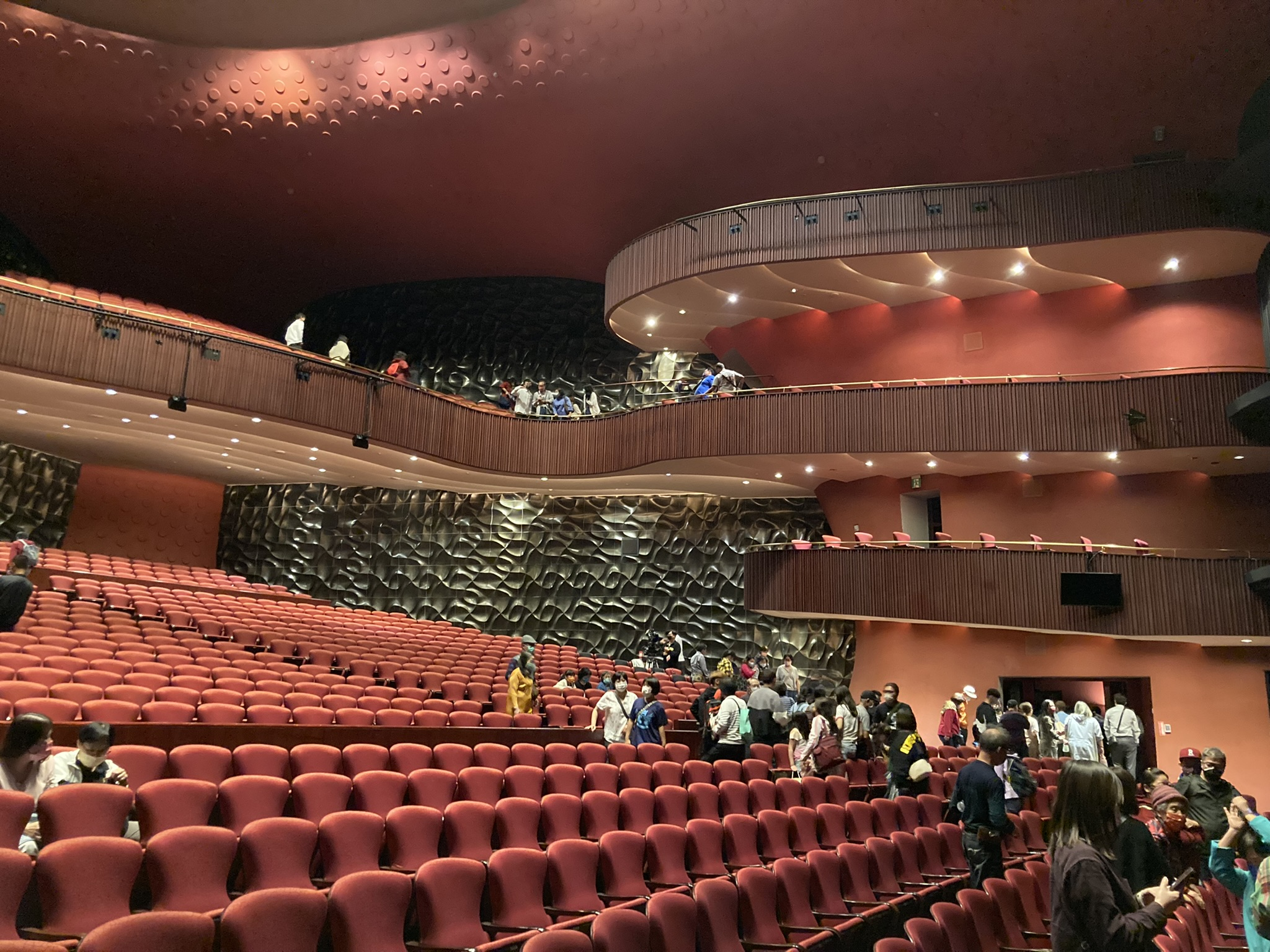
大劇院的內部
- 一樓大堂

## NTT三大系列[28]

### Arts NOVA藝想春天
NTT Arts NOVA藝想春天是臺中國家歌劇院三大系列之一，自2023年舉辦，前身為「NTT-TIFA歌劇院台灣國際藝術節」，以新物件、新眼界、新觀點及新媒體為主軸，首屆推出11檔國內外節目，其中包含3檔國際共製節目，有4檔戲劇製作、4檔舞蹈及3檔跨域節目。

### NTT夏日放／FUN時光
NTT夏日放／FUN時光（英語：NTT Summer Fun Time）是由臺中國家歌劇院所舉辦之三大系列節目，自2020年7月推出，以全齡共賞的節目為主軸，規劃親子、戲劇、舞蹈、漫才及沉浸式體驗等多元類型，結合「音樂劇在臺中」系列，於每年夏天演出國內外音樂劇作品。

### NTT 遇見巨人
NTT遇見巨人（英語：Fall for Great Souls）是臺中國家歌劇院三大系列之一，自2017年舉辦，每年秋冬以「向大師、經典致敬」為主軸，由海內外表演藝術團隊以當代觀點與新創手法轉繹、展演經典作品。

### NTT-TIFA歌劇院台灣國際藝術節
NTT-TIFA歌劇院台灣國際藝術節（英語：Taiwan International Festival of Arts）是臺中國家歌劇院三大系列之一，自2017年至2022年春季舉辦，呈現具藝術新觀點、跨媒材創作的國內外表演藝術節目，類型包含戲劇、音樂、舞蹈及跨領域展演，建構國內數位表演藝術創作及發表平台，讓臺灣的作品與國際接軌。此系列自2023年起，改名 NTT Arts Nova。

## NTT+探索學習計畫

### 歌劇院駐館藝術家
歌劇院駐館藝術家（英語：NTT Artists-in-Residence）是臺中國家歌劇院邀請具獨特視野且獨立成熟的藝術創作者駐地，與歌劇院共同合創所設立之計畫。駐館2年期間歌劇院提供軟、硬體資源，駐館藝術家得以專心創作，從研究、實驗與實踐的過程，探尋當代表演藝術的多樣性。同時，經由工作坊、導覽、講座等推廣活動，深化在地連結。

### NTT音樂劇平台
NTT音樂劇平台（英語：NTT Musical Orchard: Research & Exchange），為臺中國家歌劇院自2019年發起的專案計畫，舉辦音樂劇人才培育工程、新起之秀工作坊、音樂劇研習課程及音樂劇產業論壇等活動，協助音樂劇創作者從概念發想、創作支持、意見交流、演出製作與行銷推廣等環節獲得專業知識及製作經驗；2021年起與韓國音樂劇協會(Korea Musical Theatre Association，簡稱KMTA)展開合作，引入國際教學資源。

### LAB X 藝術跨域實驗平台
LAB X 藝術跨域實驗平台（英語：NTT LAB X Cross Discipline Platform）是臺中國家歌劇院自2020年發起，以科技與表演藝術為兩大主軸的交流平台，透過論壇、工作坊以及創作研發等不同形式，提供青年創作者系統性的學習與交流管道，進而發展各類創作計畫的可能性。
青年創作工作室每年依設定主題徵選30歲以下之青年創作者，由國內外資深專業創作者擔任導師，著重於研究過程及階段成果分享，內容包含：導師工作坊、創作研習、階段呈現及成果分享會。2022年起與財團法人科技藝術基金會合作辦理科藝跨域工作坊，提供基礎、進階課程與技術實作，以及階段呈現。

### NTT學苑
NTT學苑（英語：NTT Academy）是臺中國家歌劇院自2019年創立的表演藝術專業人才培育進修基地，以「藝術行政」與「劇場技術」兩方向提供理論與實務並進課程，透過表演藝術專業師資授課，強化學員與劇場的連結性，匯集職涯各階段藝術相關領域人才於中部發揮所長，累積中部劇場能量。

### NTT 數位學苑
NTT 數位學苑（英語：NTT Online）是臺中國家歌劇院推出的數位藝術推廣與學習平台，包含專題企劃藝術知識、經典作品解析和大師講座之系列影音節目，以及剪輯製作之實體講座錄影等內容，於臺中國家歌劇院官方YouTube播出，提供打破劇場空間界線、拉近藝術與生活的距離、適合全齡觀眾線上學習的管道。

### 中部劇場平台
中部劇場平台（英語：NTT Theater Alliance in Central Taiwan）由臺中國家歌劇院於2019年成立，透過資源交流分享及提供培訓課程等方式，協助培養表演藝術行政專業人才及加強中部地區地方藝文場館連結，提升中臺灣藝文展演能量，開發中部藝文人口。透過平台串連的地方文化場館，包括新竹縣政府文化局演藝廳、新竹市文化局演藝廳、苗栗縣苗北藝文中心、苗栗縣政府文化觀光局中正堂、臺中市葫蘆墩文化中心、臺中市港區藝術中心、臺中市大墩文化中心（中山堂）、臺中市屯區藝文中心、南投縣政府文化局演藝廳、彰化縣文化局員林演藝廳、連江縣政府文化處、雲林縣政府文化觀光處及國立雲林科技大學雲泰表演廳。

## 其他重點活動

### 新藝計畫
新藝計畫（英語：NTT Emerging Artists Project）是臺中國家歌劇院自2019年起，以育成新銳藝術創作者為理念的公開甄選計畫，開放立案或設籍於臺中、彰化、南投、苗栗、雲林縣市的表演團隊或個人創作者投件，透過場地資源、藝術研發、顧問輔導、行政支援等機制，提供藝術新秀創作實驗基地。
新藝計畫前身為2017年的「微劇場」，提供臺中在地團隊及藝術家的創作孵育平台。首年甄選4個臺中在地團隊：景向劇團、羅婉瑜╳囝仔人、泰雅原舞工坊、創造焦點，於臺中國家歌劇院小劇場首演；2018年主題「概念感官—SOUND」，甄選2個臺中在地主創的團隊組合、李祐緯╳進港浪，謝瀞瑩╳台中藝術家室內合唱團。自2019年起「微劇場」更名為「新藝計畫」，擴大徵件範圍至彰化、南投、苗栗、雲林縣市，以提升中部地區藝術創作能量為目標；2020年受到嚴重特殊傳染性肺炎（COVID-19）影響，2021年與2022年新藝計畫擴大徵件主題、增加入選團隊，並採分年分階段的經費補助，給予藝術家更穩定的創作空間。

### 光之曲幕
光之曲幕（英語：NTT T.A.P. Project）為臺中國家歌劇院的非典型展演活動，前身為耶誕節期間限定的《NTT魔幻曲牆光影秀》。2020年起，命名為「光之曲幕T.A.P. Project」，每年推出全新主題的影像作品，運用投影技術，將大劇院前廳19米高的曲牆打造為沉浸式視覺體驗空間。2022年升級為音像沉浸實驗場。
「光之曲幕T.A.P. Project」命名結合了曲牆的「曲」與天幕的「幕」，T代表科技／劇場／臺中、A代表藝術／建築／觀眾、P則代表投影／演出／玩興。

## 週邊建築
七期重劃區
- 台中市政中心（市政府臺灣大道市政大樓、市議會議政大樓、府會園道、市政公園）
- 文心森林公園（圓滿戶外劇場）
- 惠來遺址公園
- 夏綠地公園
- 秋紅谷公園
- 台中日月千禧酒店
- 新光三越台中店
- 大遠百台中店
- 老虎城購物中心
- 新國自在商場
- 誠品生活480
- IKEA台中店

其他
- 黎明新村（行政院中部聯合服務中心）
- 潮洋環保公園
- 朝馬國民運動中心、朝馬足球場
- 逢甲商圈

## 外部連結
- 臺中國家歌劇院 （页面存档备份，存于）
- 國家表演藝術中心 （页面存档备份，存于）
- 臺中國家歌劇院的Facebook專頁
- 臺中國家歌劇院的Instagram帳戶
- 臺中國家歌劇院LINE官方帳號ID: @ntt-life
- YouTube上的臺中國家歌劇院頻道
- 臺中國家歌劇院－臺中觀光旅遊網 （页面存档备份，存于）